# フィリップス高校 (ウィスコンシン州フィリップス)
フィリップス高校（Phillips High School）は、かつてウィスコンシン州フィリップスに存在した公立高校。1907年に3階建ての校舎が建造され、1937年には公共事業局（PWA）によって体育館が追加された。1995年、校はアメリカ合衆国国家歴史登録財に指定された。

## 歴史
新しい学校が建設された後、1972年に校舎の利用はストップされた。現在では、アパートとして利用されている。